# Tell Mama (canción)
"Tell Mama" es una canción escrita por Clarence Carter, Marcus Daniel y Wilbur Terrell (aunque algunas grabaciones dan el único crédito de composición a Carter). Es más conocida por su grabación de 1967 de Etta James. Una versión anterior de la canción fue grabada por primera vez en 1966 por Carter, como "Tell Daddy".

## "Tell Daddy" - la versión de Clarence Carter
Carter coescribió "Tell Daddy" y lo grabó en los estudios FAME en Muscle Shoals, Alabama, el 4 de octubre de 1966. Su grabación, lanzada en el sello Fame, se convirtió en el primer éxito en las listas de éxitos de Carter, alcanzando el número 35 en la lista de Billboard R&B a principios de 1967.

## "Tell Mama" - la versión de Etta James
Etta James fue convencida por Leonard Chess, ejecutivo de Chess Records, para grabar su segundo álbum para su compañía (en el sello Cadet) en los estudios FAME en Muscle Shoals, Alabama. La cantante aceptó, impresionada por la fama que precedía al estudio. Y es que en FAME se habían grabado una serie de éxitos recientes por cantantes como Aretha Franklin, Wilson Pickett y Percy Sledge. Chess también quiso enviar a James a la Alabama rural para sacarla del entorno urbano que recientemente había fomentado sus problemas de abuso de sustancias hasta el punto de necesitar hospitalización y pasar por la cárcel.
En sesiones producidas por el propietario de FAME, Rick Hall, con personal que incluía a Barry Beckett, David Hood, Roger Hawkins, Spooner Oldham y Marvell Thomas (muchos de los cuales habían tocado en temas de Clarence Carter), James grabó el álbum Tell Mama entre agosto y diciembre de 1967, con la canción que da el título al álbum grabada en las sesiones iniciales del 22 al 24 de agosto. Rick Hall tuvo que insistir en que James grabara "Tell Daddy" de Carter como "Tell Mama", a pesar de las objeciones de James quien afirmaba que "no es un éxito y me está volviendo loca".Lewis, Randy. «Rick Hall, the father of the Muscle Shoals sound, dies at 85». Latimes.com. Consultado el 8 de diciembre de 2018.
Con la versión original de "I'd Rather Go Blind" como cara B, "Tell Mama" fue lanzada en el sello Cadet en octubre de 1967 como el primer sencillo de adelanto del álbum con el mismo título. Entró en la lista de R&B en noviembre de 1967 y alcanzaría su puesto más alto en el número 10, mientras que la canción le daría a James su ranking Pop más alto de todos los tiempos en el número 23 del Billboard Hot 100.

Rick Hall recuerda una visita al backstage del Troubadour donde Etta James actuaba cuando "Tell Mama" empezó a subir en la lista de éxitos: "Me agarró, me abrazó y gritó: '¡Rick Hall, te amo! ¡Estoy tan contenta de que me hicieras tocar esa maldita canción! Le devolvió la vida a mi carrera y siempre estaré agradecida'". Sin embargo, el éxito de la canción evidentemente no apaciguó totalmente las dudas de James: ella declararía en sus memorias de 2003 Rage to Survive:
"Hay gente que piensa que 'Tell Mama' es el Momento Dorado de la Edad Dorada del Soul; ellos despotrican y deliran sobre el toque de trompeta ágil y el groove profundo de la guitarra, sobre cómo canté ahí. Ojalá pudiera estar de acuerdo. Claro que la canción me hizo ganar dinero. El corazón de Leonard Chess se reconfortó al ver que pasó a la lista pop de éxitos, donde permaneció un buen tiempo. Incluso se podría decir que se convirtió en un clásico. Pero debo confesar que nunca fue una de mis favoritas. Nunca me gustó. Nunca me gustó cantarla, ni entonces ni ahora. Casi nunca lo hago. No es que no me guste estar en las listas o el compositor. Clarence Carter... es genial. Tal vez sea solo que no me gustó que me encasillaran en el papel de la Gran Madre de la Tierra, la chica a la que acudes en busca de comodidad y sexo fácil. Entonces nada era fácil..."

## Otras versiones
La canción fue grabada por Martha Veléz en su álbum de 1969 Fiends and Angels.
Janis Joplin, para quien Etta James era un ídolo, cantó esta canción en el Festival Express de Toronto en 1970.  La canción apareció en la película sobre la gira.
Terri Gibbs alcanzó el puesto 65 de la lista de éxitos de música country con su versión lanzada en noviembre de 1983. La canción se incluyó en su álbum Over Easy que se había grabado en la primavera de 1983 en los estudios FAME con el productor Rick Hall, el mismo lugar y productor que en la versión de Etta James de "Tell Mama".
La versión de Clarence Carter fue grabada por Soul Survivors con Duane Allman en la guitarra en 1969.
La canción también fue grabada más tarde por Diana Ross e incluida en algunas versiones de su álbum de 1987 Red Hot Rhythm & Blues.
Una versión grabada por Mersh Bros. Band aparece durante los créditos de la película de comedia Carpool de 1996.
Vaneese Thomas, hermana de Marvell Thomas quien tocaba los teclados en la versión de Etta James de "Tell Mama", grabó la canción en 2009 para Soul Sister Vol. 1 un álbum tributo a vocalistas de R&B.
La canción fue grabada por The Civil Wars en su segundo álbum.